# Franciszek Gálvez
Franciszek Gálvez OFM, hiszp. Francisco Gálvez (ur. 1575 w Utiel, zm. 4 grudnia 1623 w Edo w Japonii) – hiszpański franciszkanin, prezbiter, ofiara trwających kilka dziesięcioleci krwawych antykatolickich prześladowań w Japonii, błogosławiony Kościoła katolickiego, męczennik, zamordowany z nienawiści do wiary (łac) odium fidei.

## Życiorys
Ukończywszy studia teologiczne przyjął pierwszy stopień święceń sakramentalnych i już jako diakon w 1591 roku wstąpił do zakonu franciszkanów w Walencji. Profesję zakonną złożył w walenckim klasztorze San Juan de la Ribera 6 maja 1600 roku, a w następnym roku przyjął święcenia kapłańskie. Apostolat rozpoczął w Sewilli, a potem wysłany został do Meksyku i tam duszpasterzował osiem lat. Przez Filipiny, gdzie w San Fernando de Paco opanował język japoński, dotarł w 1612 roku do misji na terenie Japonii. Miłosierdzie jakie okazywał chorym w szpitalu w Asakusa oraz franciszkańskie ubóstwo sprzyjało konwersjom tubylców. Za sprawą dekretu wydanego przez sioguna Hidetada Tokugawa, na mocy którego pod groźbą utraty życia wszyscy misjonarze mieli opuścić kraj, a praktykowanie i nauka religii zostały zakazane, musiał wyjechać. Przebywając w Manili napisał w języku japońskim między innymi: „Żywoty świętych” i „Wykłady nauki chrześcijańskiej”. Do ewangelizacji ochrzczonych przez siebie Japończyków powrócił w przebraniu w 1618 roku. Realizującego swoje powołanie misjonarza aresztowano na skutek donosu apostaty. Eskalacja prześladowań rozpętanych przez Iemitsu Tokugawę doprowadziła do egzekucji przeprowadzonej 4 grudnia 1623 roku na drodze z Edo do Meaco, w wyniku której spalono żywcem: jezuitę Hieronima de Angelis, nowicjusza Szymona Yempo i Franciszka Gálveza.
Franciszek Gálvez był jednym z 205 męczenników japońskich beatyfikowanych 7 lipca 1867 roku w Rzymie przez papieża Piusa IX.
Atrybutem męczennika jest palma. Dies natalis (4 grudnia) jest dniem, kiedy wspominany jest w Kościele katolickim.